# Balanophoraceae
Balanophoraceae,  biljna porodica u redu santalolike iz tropskih područja Afrike, Azije i Pacifika. Neke vrste ovih biljaka žive kao holoparaziti na drugim biljkama, kao Dactylanthus taylorii i  Balanophora elongata. Postoji desetak rodova.

## Opći opis
Balanophoraceae, porodica balanofora cvjetnica (red Santalales), koja uključuje 14 rodova i oko 40 vrsta korijenskih parazita koji su uglavnom rasprostranjeni po tropima.

## Fizički opis
Neobični cvjetni klasovi balanofora u obliku batina često nalikuju gljivama svojim izgledom i izbijanjem iz tla. Boja jednospolnih cvjetova varira od blijedožute do tamnoljubičaste. Ljuskastim listovima bez režnjeva nedostaje klorofil potreban za proizvodnju hrane i stoga su obligatne parazitske biljke, što znači da se moraju hraniti parazitirajući na drugim biljkama. Vrste Balanophoraceae pričvršćuju svoje gomoljaste rizome (podzemne stabljike) za korijenje stabala domaćina pomoću visoko modificiranog korijenja (haustorij), kroz koje voda i hranjive tvari prolaze od domaćina do parazita.

## Glavni rodovi i vrste
Biljke iz rodova Balanophora (20 vrsta) i Langsdorffia (4 vrste) sadrže zapaljivi voštani materijal, a stabljike su se koristile kao svijeće u Južnoj Americi. Rizomi ovih biljaka ponekad se prerađuju za proizvodnju voska, ali biljke nisu dovoljno bogate za komercijalnu proizvodnju voska. Ponekad poznata kao peruanska Viagra, Corynaea crassa koristi se u narodnoj medicini kao protuupalni i afrodizijak; to je jedini član svog roda. Thonningia sanguinea, koja je porijeklom iz dijelova tropske Afrike, tradicionalno se koristi za liječenje raznih bolesti. “Drvena ruža” (Dactylanthus taylorii) jedini je član porodice endemičan na Novom Zelandu, a oprašuju je šišmiši.
Preostali rodovi obitelji su mali, a mnogi su monotipni (sadrže jednu vrstu).

## Rodovi
1. Subfamilia Balanophoroideae Engl.
  1. Tribus Balanophoreae Engl.
    1. Balanophora J. R. Forst. & G. Forst. (23 spp.)

  2. Tribus Langsdorffieae Schott & Endl.
    1. Langsdorffia Mart. (4 spp.)
    2. Thonningia Vahl (2 spp.)
2. Subfamilia Sarcophytoideae Engl.
  1. Sarcophyte Sparrm. (2 spp.)
  2. Chlamydophytum Mildbr. (1 sp.)
3. Subfamilia Lophophytoideae Engl.
  1. Lophophytum Schott & Endl. (4 spp.)
  2. Ombrophytum Poepp. (7 spp.)
  3. Lathrophytum Eichler (1 sp.)
4. Subfamilia Helosoidoideae Tiegh.
  1. Helosis Rich. (3 spp.)
  2. Corynaea Hook.f. (1 sp.)
  3. Rhopalocnemis Jungh. (1 sp.)
  4. Ditepalanthus Fagerl. (1 sp.)
5. Subfamilia Scybalioideae Engl.
  1. Scybalium Schott & Endl. (4 spp.)